# Pygopodidae
Famille
Synonymes
- Lialisidae Gray, 1841
- Pygodidae Gray, 1841
- Aprasiadae Gray, 1841
- Ophiopsisepidae Jensen, 1901
- Lialisinae Gray, 1841
- Pygopodinae Boulenger, 1884

Les Pygopodidae  sont une famille de geckos. Elle a été créée par George Albert Boulenger en 1884.

## Répartition
Les espèces de cette famille se rencontrent en Australie et en Indonésie.

## Description
Ce sont des reptiles dont l'apparence est proche des serpents, avec des pattes absentes (à part un vestige osseux de bassin), et pouvant atteindre un peu plus d'une vingtaine de centimètres pour les plus grandes espèces. Ils sont diurnes (bien que parfois actifs le soir), ovipares, et consomment divers arthropodes et de petits reptiles.

## Liste des genres
Selon The Reptile Database (5 février 2013) :
- genre Aprasia Gray, 1839
- genre Delma Gray, 1830
- genre Lialis Gray, 1835
- genre Ophidiocephalus Lucas & Frost, 1897
- genre Paradelma Kinghorn, 1926
- genre Pletholax Cope, 1864
- genre Pygopus Merrem, 1820

## Classification phylogénétique
Selon Gamble, Bauer, Greenbaum, & Jackman, 2008 et Vidal & Hedges, 2009.
```
           o Gekkota
           │
           ├─o Pygopodoidea
           │ ├─o 
Carphodactylidae

           │ ├─o 
Diplodactylidae

           │ └─o Pygopodidae
           │
           ├─o Eublepharoidea
           │ └─o 
Eublepharidae

           │
           └─o Gekkonoidea
             ├─o 
Gekkonidae

             ├─o 
Sphaerodactylidae

             └─o 
Phyllodactylidae
```

## Publications originales
- Boulenger, 1884 : Synopsis of the families of existing Lacertilia. Annals and magazine of natural history, ser. 5, vol. 14, p. 117-122 (texte intégral).
- Gray, 1841 : Description of some new species and four new genera of reptiles from Western Australia, discovered by John Gould, Esq. Annals and Magazine of Natural History, ser. 1, vol. 7, p. 86-91 (texte intégral).